# Kiryas Joel
Kiryas Joel (más néven Kiryas Yo'el vagy KJ, héberül: קרית יואל,  "Joel városa") település az Amerikai Egyesült Államokban, New York államban. Lakóinak túlnyomó többsége haszid zsidó, akik a szatmári haszid dinasztiához tartoznak.
A lakók többsége anyanyelvként a jiddist beszéli. Az Egyesült Államok 5000-nél több lakosú települései közül itt a legalacsonyabb az átlagéletkor (2009. júliusi adat szerint kereken 15 év). Kiryas Joelben a legmagasabb azok aránya az országban, akik magyar származásúnak vallják magukat, 2000-ben ez a lakók 18,9%-a volt. A lakosság létszáma gyorsan gyarapszik, mivel a fiatalok általában 18-19 évesen megházasodnak, és nagy, 6-8 gyerekes családokat alapítanak.
A 2008-as népszámlálás szerint itt élnek mélyszegénységben a legnagyobb arányban az országban. A lakosok több mint kétharmada él a szövetségi szegénységi szint alatt és 40%-uk kap élelmiszersegélyt.

## Története
Kiryas Joel nevét az egykori szatmári rebbe, Teitelbaum Joel után kapta, aki a szellemi atyja és a beindítója volt a település megalapításának. Teitelbaum a holokauszt idején hagyta el Szatmárnémetit, és maga köré gyűjtötte a szintén kivándorló híveit.
A hazáját elhagyó Teitelbaum svájci és izraeli tartózkodás után utazott az Egyesült Államokba, és eredetileg Brooklynban telepedett le híveivel 1946-ban. A 70-es évekre elhatározta, hogy gyarapodó közösségét elköltözteti egy olyan helyre, amely nincs túl távol New York kereskedelmi központjától, ugyanakkor biztosítja, hogy eltávolodhassanak a külvilág káros hatásaitól és erkölcstelenségétől. Teitelbaum választása Monroe városára esett. A Kiryas Joel megalapításához szolgáló földterületet 1977-ben vásárolták meg, és 14 szatmári család telepedett oda. Három évvel később a lakosság száma már 3000-re emelkedett. Teitelbaumot 1979-ben bekövetkezett halála után Kiryas Joelben temették el, a gyászszertartáson haszidok tízezrei vettek részt.